# Bael

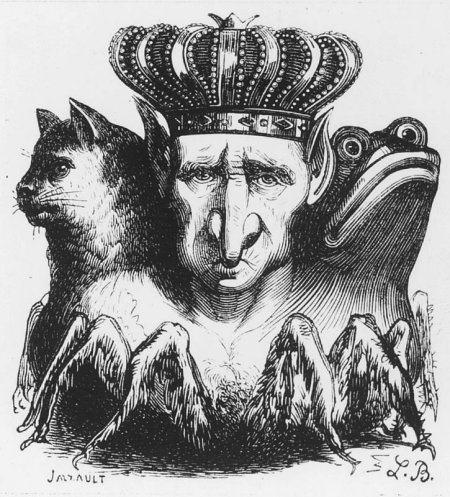
Bael według Słownika wiedzy tajemnej Collina de Plancy.

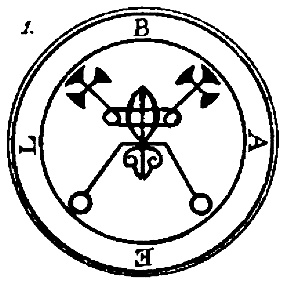
Pieczęć Baela wg Goecji Crowleya i Mathersa.

Bael – w tradycji okultystycznej, demon, król piekła (wschodniej części), znany również pod imieniem Baal. Włada 66 legionami duchów piekielnych. W Lemegetonie i Pseudomonarchii Daemonum jest pierwszym duchem.

## Wdemonologii
By go przywołać i podporządkować, potrzebna jest jego pieczęć, która według Sztuki Goecji powinna być zrobiona ze złota.
Posiada moc stawania się niewidzialnym i ma zdolność obdarzenia śmiertelnika wszelką wiedzą.
Ukazuje się pod różnymi postaciami. Może być ropuchą, kotem lub człowiekiem, potrafi również ukazać się pod postacią wszystkich trzech naraz. Jego znakiem rozpoznawczym jest chrapliwy głos.

## Wkulturze masowej
W grach:
- W grze Diablo II: Pan Zniszczenia ukazuje się jako Baal i jest bossem w 5 akcie, w sali kamienia świata.
- W świecie Zapomniane Krainy był bohaterem, który (wraz z Bane’m i Myrkulem) uzyskali boskość od Jergala. Stał się bogiem morderstw. Zginął w Czasie Kłopotów, chociaż jego kult trwa nadal. Przewidując własną śmierć spłodził wiele dzieci, aby móc wykorzystać ich esencję do ewentualnego zmartwychwstania. O losach jednego z nich mówi seria gier Baldur’s Gate.
- W Devil May Cry 4 był pokazany jako wielka ropucha. Pokonuje się go w 4 poziomie.
- Pojawia się w grze Disgaea, jako ostateczny boss.
- W grze Shin Megami Tensei: Lucifer’s Call występuje Baal Avatar.
- W In Nomine Satanis/Magna Veritas jest demonem piekła, Księciem Wojny.
- W Shadow Hearts: Covenant jest jednym z sześciu najbardziej potężnych demonów.
- Występuje w Wampir: Maskarada.
- W grze Gothic I przywódcy sekty zwanej Bractwem Śniącego poprzedzają swoje imię słowem Baal. W miarę rozwoju fabuły okazuje się, że czczony przez Baalów bóg Śniący jest w rzeczywistości orkowym demonem.
- W grze Genshin Impact pojawia się postać, która jest electro archonem regionu Inazumy, jest ona poprzedniczką obecnej Ei (która czasami jest też nazywana Baal przez wyznawców) i jedno z jej imion to Baal.[1]

W literaturze:
- Jest tytułową postacią w dramacie Bertolta Brechta Baal.
- Jest antychrystem w książce Roberta R. McCammona Baal.
- Odgrywa ważną rolę w heksalogii o Dorze Wilk autorstwa Anety Jadowskiej

W kinematografii:
- Jest demonem opętującym bohaterów filmu Rytuał (The Rite, 2011) w reżyserii Mikaela Håfströma, z Anthonym Hopkinsem w roli głównej.
- Jest bóstwem płodności w piątym odcinku pierwszego sezonu American Horror Stories[2]
- W anime High School DxD istnieje klan demonów o nazwie Bael